# Puliciphora ecitophila
Puliciphora ecitophila är en tvåvingeart som beskrevs av Ronald Henry Lambert Disney 2004. Puliciphora ecitophila ingår i släktet Puliciphora och familjen puckelflugor. Inga underarter finns listade i Catalogue of Life.